# Voile aux Jeux olympiques d'été de 2016
Navigation
Londres 2012 Tokyo 2020
Les compétitions de voile aux Jeux olympiques d'été de 2016 se déroulent du 8 au 18 août 2016 à la Marina da Glória à Rio de Janeiro, dans la baie de Guanabara.

## Épreuves au programme
Dix épreuves de voile sont au programme de ces Jeux olympiques.

### Hommes
- Laser (Laser Standard)
- Finn
- 470
- 49er
- RS:X (voir résultats détaillés)

### Femmes
- Laser Radial
- 470
- 49er FX
- RS:X

### Mixte
- Nacra 17

## Programme des épreuves
Les épreuves se déroulent du 8 au 18 août 2016.
| Flottes | Catégorie H / F / Mix | Horaire (UTC+2) pour chaque jour* | Horaire (UTC+2) pour chaque jour* | Horaire (UTC+2) pour chaque jour* | Horaire (UTC+2) pour chaque jour* | Horaire (UTC+2) pour chaque jour* | Horaire (UTC+2) pour chaque jour* | Horaire (UTC+2) pour chaque jour* | Horaire (UTC+2) pour chaque jour* | Horaire (UTC+2) pour chaque jour* | Horaire (UTC+2) pour chaque jour* | Horaire (UTC+2) pour chaque jour* |
| Flottes | Catégorie H / F / Mix | 8 août                            | 9 août                            | 10 août                           | 11 août                           | 12 août                           | 13 août                           | 14 août                           | 15 août                           | 16 août                           | 17 août                           | 18 août                           |
| --- | --------------------- | --------------------------------- | --------------------------------- | --------------------------------- | --------------------------------- | --------------------------------- | --------------------------------- | --------------------------------- | --------------------------------- | --------------------------------- | --------------------------------- | --------------------------------- |
| Laser Standard | H                     | 18:00 20:30                       | 18:00 20:30                       | 18:00 20:30                       |                                   | 18:00 20:30                       | 18:00 20:30                       |                                   | Final 18:00                       |                                   |                                   |                                   |
| Laser Radial | F                     | 18:00 20:30                       | 18:00 20:30                       | 18:00 20:30                       |                                   | 18:00 20:30                       | 18:00 20:30                       |                                   | Final 18:00                       |                                   |                                   |                                   |
| Finn | H                     |                                   | 18:00 20:30                       | 18:00 20:30                       | 18:00 20:30                       |                                   | 18:00 20:30                       | 18:00 20:30                       |                                   | Final 18:00                       |                                   |                                   |
| 470 | H                     |                                   |                                   | 18:00 20:30                       | 18:00 20:30                       | 18:00 20:30                       |                                   | 18:00 20:30                       | 18:00 20:30                       |                                   | Final 18:00                       |                                   |
| 470 | F                     |                                   |                                   | 18:00 20:30                       | 18:00 20:30                       | 18:00 20:30                       |                                   | 18:00 20:30                       | 18:00 20:30                       |                                   | Final 18:00                       |                                   |
| 49er | H                     |                                   |                                   |                                   |                                   | 18:00 19:30 21:00                 | 18:00 19:30 21:00                 |                                   | 18:00 19:30 21:00                 | 18:00 19:30 21:00                 |                                   | Final 18:00                       |
| 49er FX | F                     |                                   |                                   |                                   |                                   | 18:00 19:30 21:00                 | 18:00 19:30 21:00                 |                                   | 18:00 19:30 21:00                 | 18:00 19:30 21:00                 |                                   | Final 18:00                       |
| RS : X | H                     | 18:00 19:30 21:00                 | 18:00 19:30 21:00                 |                                   | 18:00 19:30 21:00                 | 18:00 19:30 21:00                 |                                   | Final 19:30                       |                                   |                                   |                                   |                                   |
| RS : X | F                     | 18:00 19:30 21:00                 | 18:00 19:30 21:00                 |                                   | 18:00 19:30 21:00                 | 18:00 19:30 21:00                 |                                   | Final 19:30                       |                                   |                                   |                                   |                                   |
| Nacra 17 | Mix                   |                                   |                                   | 18:00 19:30 21:00                 | 18:00 19:30 21:00                 |                                   | 18:00 19:30 21:00                 | 18:00 19:30 21:00                 |                                   | Final 19:30                       |                                   |                                   |
| *Horaires donnés à titre indicatif, ils sont susceptibles d'évoluer en fonction des conditions climatiques. Horaire en heures françaises (heure d'été), décalage Paris / Rio = 5h |                       |                                   |                                   |                                   |                                   |                                   |                                   |                                   |                                   |                                   |                                   |                                   |

## Déroulement des épreuves
Les épreuves de voile aux Jeux olympiques de Rio se déroulent tous en flotte (départ groupé). Chaque pays sélectionné pouvait présenter un sportif par catégorie. Les qualifications se sont effectuées lors des championnats du monde des deux années précédant la compétition. Lors des Jeux, les concurrents s'affrontent lors de plusieurs manches en flotte sur un parcours balisé, le classement est dit "a minima" c'est-à-dire que chaque compétiteur marque à la fin de chaque manche un nombre de points correspondant à sa place (par exemple : le premier marque un  point, le deuxième deux points, etc.). Il se peut que le premier de chaque manche ne marque pas de point, et il dispose ainsi d'un bonus. Les différentes flottes sont réparties sur le plan d'eau dans différents cercles.
La compétition se termine pour chaque flotte par une finale ; cette manche rassemble seulement les dix premiers athlètes au classement général provisoire. Lors de cette ultime manche, les points obtenus sont doublés : le premier marquera deux points, le deuxième quatre points... Cette manche a donc une importance renforcée pour le classement général.

## Participants

### Nations participantes
| - Afrique du Sud (3) - Algérie (3) - Allemagne (12) - Angola (3) - Argentine (13) - Aruba (3) - Australie (11) - Autriche (8) - Biélorussie (2) - Belgique (4) - Bermudes (2) - Brésil (15) - Canada (9) - Chili (9) | - Chine (8) - Colombie (1) - Corée du Sud (4) - Croatie (8) - Chypre (2) - Danemark (11) - Égypte (1) - Espagne (14) - Estonie (5) - États-Unis (15) - Finlande (8) - France (15) - Grande-Bretagne (15) - Grèce (7) | - Guatemala (1) - Hong Kong (2) - Hongrie (5) - Îles Caïmans (1) - Îles Cook (2) - Îles Vierges des États-Unis (1) - Irlande (6) - Israël (6) - Italie (13) - Japon (11) - Lettonie (1) - Lituanie (2) - Malaisie (2) | - Mexique (3) - Monténégro (1) - Nouvelle-Zélande (12) - Norvège (7) - Pays-Bas (11) - Pérou (2) - Pologne (7) - Portugal (5) - République tchèque (3) - Russie (7) - Sainte-Lucie (1) - Salvador (1) - Seychelles (3) | - Singapour (10) - Slovénie (3) - Suède (7) - Suisse (9) - Taipei chinois (1) - Thaïlande (4) - Trinité-et-Tobago (1) - Tunisie (4) - Turquie (6) - Ukraine (3) - Uruguay (4) - Venezuela (2) |

## Médaillés

### Épreuves féminines
| Épreuves                                | Or                                        | Argent                                    | Bronze                                           |
| --------------------------------------- | ----------------------------------------- | ----------------------------------------- | ------------------------------------------------ |
| RS:X femmes résultats détaillés         | Charline Picon France                     | Chen Peina Chine                          | Stefania Elfutina Russie                         |
| Laser radial femmes résultats détaillés | Marit Bouwmeester Pays-Bas                | Annalise Murphy Irlande                   | Anne-Marie Rindom Danemark                       |
| 470 femmes résultats détaillés          | Grande-Bretagne Hannah Mills Saskia Clark | Nouvelle-Zélande Jo Aleh Olivia Powrie    | France Camille Lecointre Hélène Defrance         |
| 49er FX femmes résultats détaillés      | Brésil Martine Grael Kahena Kunze         | Nouvelle-Zélande Alex Maloney Molly Meech | Danemark Jena Hansen Katja Steen Salskov-Iversen |

 mise à jour : 16 août 2016

### Épreuves masculines
| Épreuves                           | Or                                        | Argent                                    | Bronze                                  |
| ---------------------------------- | ----------------------------------------- | ----------------------------------------- | --------------------------------------- |
| RS:X résultats détaillés           | Dorian van Rijsselberghe Pays-Bas         | Nick Dempsey Grande-Bretagne              | Pierre Le Coq France                    |
| Laser standard résultats détaillés | Tom Burton Australie                      | Tonči Stipanović Croatie                  | Sam Meech Nouvelle-Zélande              |
| Finn résultats détaillés           | Giles Scott Grande-Bretagne               | Vasilij Žbogar Slovénie                   | Caleb Paine États-Unis                  |
| 470 hommes résultats détaillés     | Croatie Sime Fantela Igor Marenic         | Nouvelle-Zélande Mathew Belcher Will Ryan | Grèce Panayiótis Mántis Pavlos Kagialis |
| 2016: 49er résultats détaillés     | Nouvelle-Zélande Peter Burling Blair Tuke | Australie Nathan Outteridge Iain Jensen   | Allemagne Erik Heil Thomas Plössel      |

 mise à jour : 16 août 2016

### Épreuve mixte
| Épreuves                     | Or                                               | Argent                                   | Bronze                            |
| ---------------------------- | ------------------------------------------------ | ---------------------------------------- | --------------------------------- |
| Nacra 17 résultats détaillés | Argentine Santiago Lange Cecilia Carranza Saroli | Australie Jason Waterhouse Lisa Darmanin | Autriche Thomas Zajac Tanja Frank |

## Tableau des médailles
| Rang  | Nation           | Or | Argent | Bronze | Total |
| ----- | ---------------- | -- | ------ | ------ | ----- |
| 1     | Grande-Bretagne  | 2  | 1      | 0      | 3     |
| 2     | Pays-Bas         | 2  | 0      | 0      | 2     |
| 3     | Nouvelle Zélande | 1  | 3      | 1      | 5     |
| 4     | Australie        | 1  | 2      | 0      | 3     |
| 5     | Croatie          | 1  | 1      | 0      | 2     |
| 6     | France           | 1  | 0      | 2      | 3     |
| 7     | Argentine        | 1  | 0      | 0      | 1     |
| 7     | Brésil           | 1  | 0      | 0      | 1     |
| 9     | Chine            | 0  | 1      | 0      | 1     |
| 9     | Irlande          | 0  | 1      | 0      | 1     |
| 9     | Slovénie         | 0  | 1      | 0      | 1     |
| 12    | Danemark         | 0  | 0      | 2      | 2     |
| 13    | Autriche         | 0  | 0      | 1      | 1     |
| 13    | Allemagne        | 0  | 0      | 1      | 1     |
| 13    | Grèce            | 0  | 0      | 1      | 1     |
| 13    | Russie           | 0  | 0      | 1      | 1     |
| 13    | États-Unis       | 0  | 0      | 1      | 1     |
| Total | Total            | 10 | 10     | 10     | 30    |